# Inns of Court

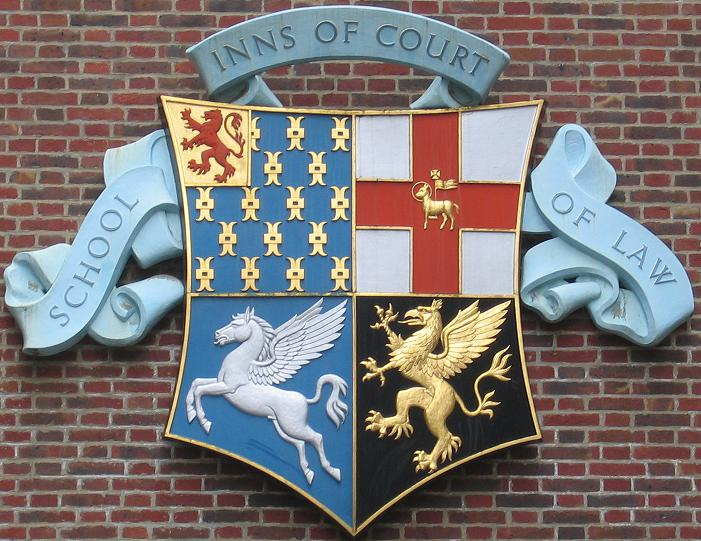
Les armes composées des quatre « Inns of Court ».

Les « Inns of Court » (littéralement : auberges de la Cour), situées à Londres en Grande-Bretagne, sont des institutions de formation professionnelle destinées aux avocats-plaideurs (barristers) et juristes.
Il en existe quatre exclusivement dans lesquelles les étudiants doivent s'inscrire pour préparer l'accession au Barreau (« Bar (en) »). Elles se répartissent d'ailleurs en circonscriptions, dans lesquelles les barristers s'entraînent mais aussi pratiquent à leur sortie de l'université. Cependant, la croissance et la concurrence dans la profession ont provoqué l'éloignement progressif des barristers depuis la deuxième moitié du XXe siècle.
Ces Inns ont aussi des attributions disciplinaires envers chacun de leurs membres et anciens élèves, non sans rappeler celles des instituts d'études judiciaires en France.

## Histoire et composition
Il y a plusieurs siècles, les Inns of Court désignaient n’importe quel bâtiment ou enceinte où, traditionnellement, les avocats logeaient, faisaient leur apprentissage et exerçaient. Après plusieurs siècles, le nombre des Inns of Court en activité s'est restreint. On en dénombre aujourd'hui quatre :
- Lincoln's Inn ;
- Gray's Inn ;
- Inner Temple ;
- Middle Temple.

Elles se situent toutes à l'ouest de la Cité, entourant la Cour royale de justice, près du Temple Bar à Londres.
Chaque « Inn of Court » est un complexe couvrant plusieurs hectares et regroupant un grand hall, une chapelle, des bibliothèques, des chambres pour des centaines d'avocats et des jardins. Leur agencement est semblable à celui des universités d’Oxbridge.
Les chambres (en) étaient à l'origine employées comme résidences et comme locaux commerciaux pour les avocats, mais de nos jours, à quelques exceptions rares, elles servent uniquement de bureaux.

## Organisation
Les Inns of Court distinguent leurs membres selon trois grades : pupilles, barristers, ainsi que Masters of the Bench (plus connus benchers). Les membres de ce dernier grade constituent le corps dirigeant. Ils sont simplement cooptés par les benchers existants, et ne sont donc pas élus. Le doyen de chaque Inn assume la fonction de Treasurer (bâtonnier) pendant un an seulement. Par la suite, cette fonction reviendra au prochain doyen, en termes d'années de travail (mais il y a un âge maximum, et ceux qui ont dépassé l'âge maximum avant leur tour ne seront jamais Treasurer).
Les Inns of Court ont depuis longtemps délégué les anciennes fonctions d'entraînement, d’examen et de discipline de leurs propres membres, mais elles gardent encore le droit d'inscrire les étudiants au Barreau, afin qu'ils soient reconnus par toutes les Cours. Elles prononcent cérémonieusement les sentences jugées lors des procédures disciplinaires, et dont la suprême sanction est la radiation du Barreau.
Outre leur rôle dans la formation des juristes, elles supervisent également la profession légale. Chaque barrister adhère à l'un de ces Inns.
Elles ont ainsi des fonctions de surveillance et disciplinaires. Chacune est en outre rattachée à une église ou une chapelle anglicaine. Les Inns mettent également à disposition de leurs membres des bibliothèques, des équipements et des logements professionnels. Traditionnellement, les avocats pratiquent dans l'enceinte des Inns of Court mais, depuis le développement de la profession du XXe siècle, plusieurs d'avocats ont de plus en plus tendance à s'exercer en dehors de l'enceinte, y compris les solliciteurs en ligne.

## Localisation
Middle Temple et Inner Temple sont des anciennes « liberties (en) » de la Cité, ce qui signifie que, si elles se trouvent bien dans le périmètre de Londres historique, elles ne tombent toutefois pas sous sa juridiction, car elles sont autonomes. Leurs noms proviennent du fait que les deux grandes écoles siégeaient autrefois dans l'église du Temple, édifiée par les chevaliers-templiers en Angleterre.
Gray's Inn et Lincoln's Inn, qui se trouvent dans le quartier londonien de Camden (anciennement appelé le quartier d'Holborn), juste à la frontière entre le « Inner London » et le « Outer London », ne reçoivent pas en revanche le même statut et doivent donc se soumettre aux municipalités.

## Inns of Chancery
Une autre ancienne Inn importante, Serjeants' Inn a été dissoute en 1877 et ses biens furent, de façon très controversée, distribués entre ses membres, des barristers expérimentés appelés « serjeants-at-law », qui étaient sélectionnés parmi les membres des quatre Inns of Court. Ils jouissaient notamment d'un monopole dans certaines cours. Leur prééminence fut affectée par le nouveau rang de « C.R. », qui était ouvert aux barristers qui n'étaient pas serjeants. Leur monopole fut supprimé par décret du gouvernement au XIXe siècle : plus aucun serjeant ne fut nommé, et ils disparurent.
Les bâtiments aujourd'hui connus sous le nom de Serjeants' Inn (en) (un des deux sites occupé par les serjeants, l'autre se trouvant dans la Chancery Lane) furent rachetés par l'Inner Temple en 2002.
Il y eut aussi les mineures Inns of Chancery (en) (littéralement : « auberges de la Cour », (la) « Hospidi Cancelleriæ ») comprenant Furnival's Inn (en) et Thavie's Inn (en) (rattachées à Lincoln's Inn), Clifford's Inn (rattachée à l'Inner Temple), ainsi que Staple Inn et Barnard's Inn (rattachées à Gray's Inn). Mais elles n'avaient pas le mandat d'inscrire leurs membres directement au Barreau (en).